# 岩壷卓三
岩壷 卓三（いわつぼ たくぞう、1940年 - ） は、日本の機械工学者。神戸大学名誉教授。関西大学名誉教授。元日本機械学会機械力学部門長。

## 人物・経歴
1966年大阪府立大学大学院工学研究科修士課程修了。工学博士。神戸大学工学部助手、神戸大学工学部助教授を経て、1986年神戸大学工学部教授。1990年日本機械学会機械力学部門長。2003年神戸大学名誉教授、関西大学工学部教授。2007年関西大学名誉教授。

## 著作
- 『機械設計演習』学献社 1977年
- 『工業振動学』森北出版 1976年
- 『機械系の動力学』オーム社 1991年
- 『新しいエネルギ消散方式を用いたダンパ要素特性の解析とダンパの開発研究』科学研究費補助金研究成果報告書 2004年
- 『振動工学の基礎』森北出版 2008年

## 受賞
- 1983年日本機械学会論文賞[1]
- 1984年アメリカ機械学会ジェフコットロータ賞[1]
- 1993年ISROMAC賞[1]
- 1994年日本機械学会機械力学・計測制御部門功績賞[1]
- 1995年日本機械学会論文賞[1]
- 1997年兵庫県科学賞[1]
- 1999年日本機械学会機械力学・計測制御部門学術業績賞[1]
- 2000年アメリカ機械学会バイオエンジニアリング学会医用生体輸送分野ベストポスタープレゼンテーション賞[1]
- 2000年日本機械学会機械力学・計測制御部門国際業績賞[1]